# Vlag van Tholen (gemeente)

Vlag van de gemeente Tholen

De vlag van Tholen werd voor het eerst op 4 september 1962 vastgesteld als de gemeentelijke vlag van de toenmalige Zeeuwse gemeente Tholen tot 1 juli 1971. Na de gemeentelijke herindeling op 1 juli 1971 werd de vlag opnieuw op 18 augustus 1975 vastgesteld tot de tweede gemeentelijke herindeling op 1 januari 1995. Op 29 mei 1995 werd de vlag nogmaals bevestigd als de gemeentevlag voor de huidige gemeente. De beschrijving luidt als volgt:
Zeven banen, waarvan de hoogten zich verhouden als 1:1:1:3:1:1:1, rood, wit, blauw, geel, rood, wit, blauw.
In de Nieuwe Cronyk van Zeeland (1700) van Mattheus Smallegange wordt de vlag voor het eerst afgebeeld. De vlag bestaat uit drie horizontale banen van gelijke hoogte. De middelste baan is geel, welke afkomstig is van het gemeentewapen. De bovenste en onderste baan is op zijn beurt weer verdeeld in drie banen van gelijke hoogte in de kleuren rood-wit-blauw.

## Afbeeldingen

Wapen van Tholen
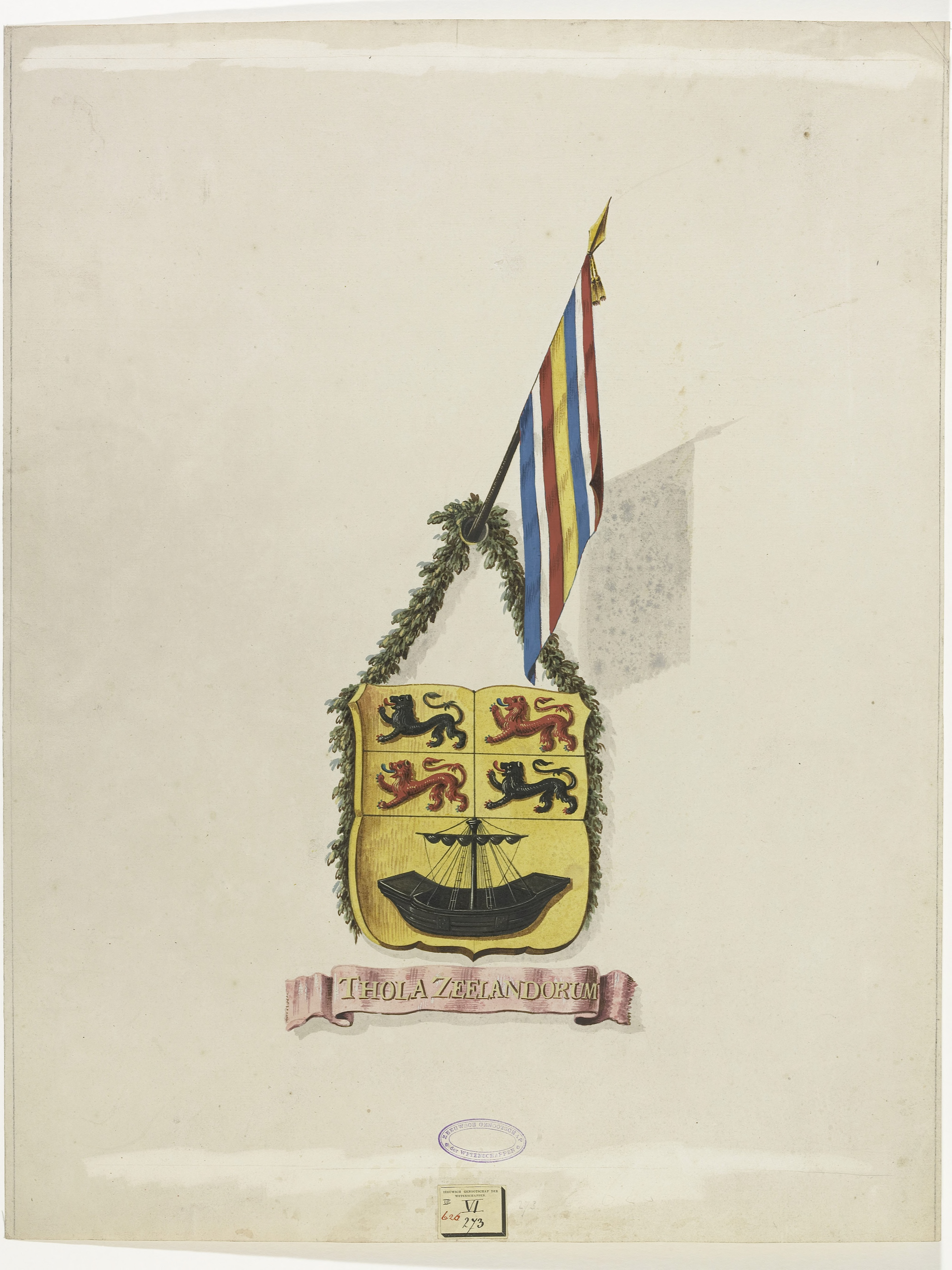
Uit de historisch-topografische atlas Zelandia Illustrata circa 1800

Borsele 
· Goes 
· Hulst 
· Kapelle 
· Middelburg 
· Noord-Beveland 
· Reimerswaal 
· Schouwen-Duiveland 
· Sluis 
· Terneuzen 
· Tholen 
· Veere 
· Vlissingen